# 第69回NHK紅白歌合戰
第69回NHK紅白歌合戰（日语：第69回NHK紅白歌合戦）於2018年12月31日下午7時15分至11時45分（JST）在日本東京的NHK音樂廳以現場直播的方式舉行。本次也是平成時代最後一屆的红白歌合战。

## 概要

### 播出前
以下日期皆为2018年。
- 10月5日，节目日程和播出时间发表[1]。本次红白的主題為“歌唱梦想”（夢を歌おう），是连续第三年采用该主题。本次第69回红白歌合战是自2010年的第61回以来，再次通过国内卫星电视频道并机直播；同年12月1日开播的NHK BS4K、NHK BS8K频道亦将进行现场直播[2]。
- 11月9日，主持人名单公布，红组主持人为演員广濑铃，白组主持人为偶像團體岚的成员樱井翔。其中广濑为首次担任红组主持，樱井則次首次单独担任白组主持[注 1]。综合主持人由搞笑艺人内村光良和NHK新闻主播桑子真帆担任，这是二人首次連續兩年擔綱红白的主持工作[3]。
- 11月14日，参演歌手名单公布，此次共有红组的愛繆、DAOKO，白组的King & Prince、Suchmos（日语：Suchmos）、純烈共五组艺人首次出场[4]。X JAPAN的YOSHIKI与彩虹乐队的HYDE搭档作为组合首次出场；与椎名林檎共同出演特别策划的ELEPHANT KASHIMASHI主唱宮本浩次也首次以个人身份出场。此外，阔别红白舞台16年的DA PUMP此次重回出演阵容[5]。
- 本次红白歌会加入了特别环节，主题为“在世界范围都具有高人气的日本文化”，由动画组合Aqours、以及出自游戏《刀劍亂舞》的组合刀剑男士共同出演，此二组也都是首次出场[6]。
- 12月4日，红白历史出场次数最多（50次）的資深歌手北岛三郎确定将在今年的节目中出场，这也是北岛自2013年宣布从红白歌会引退后再度出场[7]，此外由北岛的入門弟子北山毅（日语：北山たけし）和大江裕（日语：大江裕）所組成的二人組合“北岛兄弟”，憑本年度大熱歌曲《兄弟》，今年也獲邀一同出场。
- 12月5日，出道45周年的資深歌手松任谷由实时隔7年重回红白，确定将以组曲的方式进行演出，当日在网络开始演唱歌曲的征集投票活动[8]。
- 12月12日，出道40周年的摇滚乐队南方之星确定以「特別企劃」出演，是相隔4年後再次以相同方式於紅白中出場，也是他們相隔35年後再次在NHK音樂廳內作直播演出[9]。
- 12月16日，Aqours、刀剑男士和AKB48的演出曲目确定，在泰国活动的AKB48姐妹团体BNK48将与AKB48合作同台演出[10]。
- 12月18日，公布NHK娱乐节目《被小智子批評！（日语：チコちゃんに叱られる!）》的主角小智子，以及該节目中的问题解答者、搞笑艺人岡村隆史（NINETY-NINE）将一同在企划环节出演，这也是冈村自2006年以来再度登上红白舞台[11]。
- 12月19日，嘉宾审查员名单公布[12]。同时本次红白的審查方法也一并公布，具体为电视观众、现场观众、现场审查员三方各自计票，对决全部结束后，每一方的胜出者获得1分（共3分），总分获得2分即赢得本次红白歌合战的胜利[13]。
- 12月21日，所有参演歌手的曲目确定[14]。今年的节目中Perfume和福山雅治将从各自的跨年演唱会现场进行连线演出[15]。
- 12月22日，公布石川小百合将与吉他手布袋寅泰共演，这是布袋继第57回（2006年）与今井美树共演以来时隔12年再上红白[16]。
- 12月25日，公布英国歌手莎拉·布萊曼将与YOSHIKI合作演出YOSHIKI作词作曲的歌曲《Miracle》，这是莎拉自1991年以来时隔27年再度出演红白[17]。此外担任X JAPAN和LUNA SEA吉他手的SUGIZO将参演YOSHIKI与HYDE合作演出的歌曲《Red Swan》[17]。
- 12月25日，公布NHK音乐特别节目《與源媽媽同樂（日语：おげんさんといっしょ）》的成员“源妈妈一家”（星野源、高畑充希、藤井隆、三浦大知、宫野真守）将在企划环节登场[18]。
- 12月26日，公布歌手米津玄師作为白组成员，将在家乡德岛县現場連線演出今年大热的歌曲《Lemon》，这将是米津首次在电视节目中演唱[19]。
- 12月27日，公布各歌手出场顺序[20]。

### 正式播出
12月31日，節目播出。最终白组凭借现场和电视观众投票优势获胜。
- 內村光良除了擔任綜合主持之外，連續第二年在節目中另外飾演「紅白督導人」、源自NHK綜合台綜藝節目《LIFE!（日语：LIFE!〜人生に捧げるコント〜）》的角色「三津谷寬治」。
- 三山宏在演唱《刚毅之魂》时，连续第二年同步进行124人的剑玉吉尼斯世界纪录挑战（前一年以失败告终）[21]，最终挑战成功。

## 主持人
紅組
- 广濑铃（2019年NHK上半期晨間劇《夏空》主角；首次担当红白主持）

白組
- 樱井翔（傑尼斯偶像團體「嵐」成員；首次單獨擔當紅白主持）

綜合
- 内村光良（搞笑二人組「小內小南」成員，NHK綜合台綜藝節目LIFE!（日语：LIFE!〜人生に捧げるコント〜）主持人）
- 桑子真帆（NHK東京播報室播報員，NHK綜合台新闻节目News Watch 9主持人）

## 出場歌手
特別企划，不计入红组与白组　  初次登场　  重返红白
| 紅組                                                                  | 紅組                                              | 紅組                                              | 紅組                                              | 白組                                              | 白組                                              | 白組                                              | 白組                                              |
| 出場 順序                                                             | 歌手或團體名                                      | 登場 次數                                         | 歌曲                                              | 出場 順序                                         | 歌手或團體名                                      | 登場 次數                                         | 歌曲                                              |
| 前半                                                                  | 前半                                              | 前半                                              | 前半                                              | 前半                                              | 前半                                              | 前半                                              | 前半                                              |
| --------------------------------------------------------------------- | ------------------------------------------------- | ------------------------------------------------- | ------------------------------------------------- | ------------------------------------------------- | ------------------------------------------------- | ------------------------------------------------- | ------------------------------------------------- |
| 2                                                                     | 坂本冬美                                          | 30                                                | 夜櫻阿七 （）                                     | 1                                                 | 三代目 J Soul Brothers                            | 7                                                 | R.Y.U.S.E.I.                                      |
| 4                                                                     | Little Glee Monster                               | 2                                                 | 世界對著你笑 （）                                 | 3                                                 | 乡裕美                                            | 31                                                | GOLDFINGER '99 ～GO!GO!2018～                     |
| 6                                                                     | DAOKO                                             | 初                                                | 打上花火                                          | 5                                                 | 山内惠介                                          | 4                                                 | 冬季风暴显现 ～刀劍男士合作特別版～ （さらせ冬の嵐 〜刀剣男士コラボスペシャル〜）          |
| 企劃單元：「夢之Kids Show～在平成結束之前～」（嚮導人：大野智、室剛） |                                                   |                                                   |                                                   |                                                   |                                                   |                                                   |                                                   |
| 企劃單元：2020應援曲 Foorin「Paprika」                                |                                                   |                                                   |                                                   |                                                   |                                                   |                                                   |                                                   |
| 8                                                                     | 丘綠                                              | 2                                                 | 小䴙䴘湖 （）                                     | 7                                                 | Hey! Say! JUMP                                    | 2                                                 | Ultra Music Power ～Hay!Say!红白特别ver.～ （Ultra Music Power 〜Hay!Say!紅白スペシャルver.〜）   |
| 9                                                                     | 天童芳美                                          | 23                                                | 拉网祭小调2018 ～道產子ver.～ （ソーラン祭り節2018 〜どさんこver.〜）                | 10                                                | Suchmos                                           | 初                                                | VOLT-AGE                                          |
| 12                                                                    | 爱缪                                              | 初                                                | 金盞花 （マリーゴールド）                                       | 11                                                | 純烈                                              | 初                                                | 求婚 （プロポーズ）                                         |
| 13                                                                    | 水森香织                                          | 16                                                | 水里开的花·支笏湖 ～魔术特别版～ （）             | 14                                                | Sexy Zone                                         | 6                                                 | 满是机关的温柔 ～2018红白ver.～ （カラクリだらけのテンダネス 〜2018紅白ver.〜）              |
| 15                                                                    | 刀剑男士《刀剑乱舞 ～出征！紅白歌合戰～》（）     | 刀剑男士《刀剑乱舞 ～出征！紅白歌合戰～》（）     | 刀剑男士《刀剑乱舞 ～出征！紅白歌合戰～》（）     | 刀剑男士《刀剑乱舞 ～出征！紅白歌合戰～》（）     | 刀剑男士《刀剑乱舞 ～出征！紅白歌合戰～》（）     | 刀剑男士《刀剑乱舞 ～出征！紅白歌合戰～》（）     | 刀剑男士《刀剑乱舞 ～出征！紅白歌合戰～》（）     |
| 16                                                                    | Aqours《你的心灵是否光芒闪耀？》（）              | Aqours《你的心灵是否光芒闪耀？》（）              | Aqours《你的心灵是否光芒闪耀？》（）              | Aqours《你的心灵是否光芒闪耀？》（）              | Aqours《你的心灵是否光芒闪耀？》（）              | Aqours《你的心灵是否光芒闪耀？》（）              | Aqours《你的心灵是否光芒闪耀？》（）              |
| 18                                                                    | YOSHIKI feat. 莎拉·布萊曼                         | -                                                 | Miracle                                           | 17                                                | YOSHIKI feat. HYDE                                | 初                                                | Red Swan                                          |
| 企劃單元：《與源媽媽同樂》紅白特別篇                                  |                                                   |                                                   |                                                   |                                                   |                                                   |                                                   |                                                   |
| 19                                                                    | 島津亞矢                                          | 5                                                 | 时代 （）                                         | 20                                                | 五木宏                                            | 48                                                | VIVA LA VIDA! ～活著真好！～ （VIVA LA VIDA! 〜生きてるっていいね!〜）                 |
| 後半                                                                  |                                                   |                                                   |                                                   |                                                   |                                                   |                                                   |                                                   |
| 22                                                                    | 生物股长                                          | 10                                                | JOYFUL （じょいふる）                                       | 21                                                | DA PUMP                                           | 6                                                 | U.S.A.                                            |
| 23                                                                    | AKB48                                             | 11                                                | 恋爱的幸运饼干 （恋するフォーチュンクッキー）                               | 24                                                | 福山雅治                                          | 11                                                | 2018特别组曲                                      |
| 26                                                                    | Perfume                                           | 11                                                | Future Pop 红白SP                                 | 25                                                | King & Prince                                     | 初                                                | Cinderella Girl （シンデレラガール）                              |
| 28                                                                    | 櫸坂46                                            | 3                                                 | 打破玻璃！ （ガラスを割れ!）                                   | 27                                                | 關西傑尼斯8                                       | 7                                                 | 就在这里 （ここに）                                     |
| 30                                                                    | 西野加奈                                          | 9                                                 | 恋爱使用说明 （トリセツ）                                 | 29                                                | 三山宏                                            | 4                                                 | 刚毅之魂 ～再次踏上剑玉世界纪录之路～ （いごっそ魂 〜けん玉世界記録への道、再び〜）        |
| 32                                                                    | 乃木坂46                                          | 4                                                 | 想绕远路回家 （帰り道は遠回りしたくなる）                                 | 31                                                | SEKAI NO OWARI                                    | 5                                                 | 山茶花 （）                                       |
| 33                                                                    | 北島兄弟 《兄弟》（） 北岛三郎《祭典》（）        | 北島兄弟 《兄弟》（） 北岛三郎《祭典》（）        | 北島兄弟 《兄弟》（） 北岛三郎《祭典》（）        | 北島兄弟 《兄弟》（） 北岛三郎《祭典》（）        | 北島兄弟 《兄弟》（） 北岛三郎《祭典》（）        | 北島兄弟 《兄弟》（） 北岛三郎《祭典》（）        | 北島兄弟 《兄弟》（） 北岛三郎《祭典》（）        |
| 34                                                                    | TWICE                                             | 2                                                 | 红白组曲2018 （）                                 | 35                                                | EXILE                                             | 12                                                | EXILE红白特别版2018 （）                          |
| 36                                                                    | Superfly                                          | 3                                                 | Gifts                                             | 37                                                | 三浦大知                                          | 2                                                 | Be Myself ～红白特别版～ （）                     |
| 38                                                                    | aiko                                              | 13                                                | 独角仙 （カブトムシ）                                       | 不適用                                            | 不適用                                            | 不適用                                            | 不適用                                            |
| 39                                                                    | 松田聖子                                          | 22                                                | SEIKO DREAM MEDLEY 2018                           | 40                                                | 冰川清志                                          | 19                                                | 胜负的花道 ～在世界回响的和太鼓SP～ （勝負の花道 〜世界に響く和太鼓SP〜）          |
| 41                                                                    | 椎名林檎（6）与宮本浩次（初）《獸行小路》（）     | 椎名林檎（6）与宮本浩次（初）《獸行小路》（）     | 椎名林檎（6）与宮本浩次（初）《獸行小路》（）     | 椎名林檎（6）与宮本浩次（初）《獸行小路》（）     | 椎名林檎（6）与宮本浩次（初）《獸行小路》（）     | 椎名林檎（6）与宮本浩次（初）《獸行小路》（）     | 椎名林檎（6）与宮本浩次（初）《獸行小路》（）     |
| 42                                                                    | 松任谷由实                                        | 3                                                 | 我喜欢的YUMIN的歌曲 ～红白特别版～ （）           | 43                                                | 星野源                                            | 4                                                 | IDEA （）                                         |
| 45                                                                    | MISIA                                             | 3                                                 | 爱的形状 2018 （）                                | 44                                                | 米津玄師                                          | 初                                                | Lemon                                             |
| 47                                                                    | 石川小百合                                        | 41                                                | 越过天城 （天城越え）                                     | 46                                                | 柚子                                              | 9                                                 | 加油歌 （）                                       |
| 不適用                                                                | 不適用                                            | 不適用                                            | 不適用                                            | 48                                                | 嵐                                                | 10                                                | 嵐×红白特别组曲 （）                              |
| 49                                                                    | 南方之星（4）《希望之辙》（）、《率性辛巴達》（） | 南方之星（4）《希望之辙》（）、《率性辛巴達》（） | 南方之星（4）《希望之辙》（）、《率性辛巴達》（） | 南方之星（4）《希望之辙》（）、《率性辛巴達》（） | 南方之星（4）《希望之辙》（）、《率性辛巴達》（） | 南方之星（4）《希望之辙》（）、《率性辛巴達》（） | 南方之星（4）《希望之辙》（）、《率性辛巴達》（） |

1. ↑  本單元為NHK教育台兒童節目《與媽媽同樂（日语：おかあさんといっしょ）》、以及NHK綜合台短劇綜藝節目《LIFE!（日语：LIFE!〜人生に捧げるコント〜）》的合作企劃。
2. ↑  莎拉·布萊曼曾在第42届（1991年）登场。
3. ↑  先前YOSHIKI以X JAPAN成员身份登场8次、HYDE以彩虹乐团成员身份登场5次。
4. ↑  演唱星野源歌曲《SUN（日语：SUN (星野源の曲)）》
5. ↑  出場歌手DA PUMP、TWICE、AKB48、Aqours擔任該曲的伴舞者。編舞者為DA PUMP團員TOMO、KENZO兩人。
6. ↑  由於成員更動的緣故，除ISSA曾于第49届至53届（1998年至2002年）以DA PUMP成員身分连续五次登上红白舞台外，其余成员均为初次登场。
7. ↑  与其泰国姊妹团体BNK48（初次登场）共同演出，分别以日语和泰语演唱。
8. ↑  AKB48延續上屆紅白的作法，從AKB48集團日本國內各團中選拔16名成員代表登台演出。出場成員名單：  - AKB48 - 向井地美音、橫山由依、柏木由紀、高橋朱里、岡田奈奈、山內瑞葵、岡部麟、小栗有以。
  - SKE48 - 松井珠理奈、須田亞香里。
  - NMB48 - 白間美瑠。
  - HKT48 - 指原莉乃、田中美久。
  - NGT48 - 荻野由佳、中井莉加。
  - STU48 - 瀧野由美子。
9. ↑  於Pacifico橫濱舉行的單獨跨年演唱會作現場連線演出，是自2010年起連續9年以相同的安排出場。
10. ↑  先後演唱《零 -ZERO-》、《甲子園（日语：甲子園 (福山雅治の曲)）》兩曲。
11. ↑  于橫濱體育館举行的單獨跨年演唱會作现场连线演出。
12. ↑  先後演唱《Future Pop》、《Electro World》兩曲。
13. ↑  北山毅（日语：北山たけし）（曾在第56届（2005年）至第60届（2009年）连续登场5次）和大江裕（日语：大江裕）
14. ↑  先後演唱《I Want You Back》、《BDZ》兩曲。
15. ↑  先後演唱《Rising Sun》、《Heads or Tails（日语：STAR OF WISH）》兩曲。
16. ↑  先後演唱《風起了（日语：風立ちぬ (松田聖子の曲)）》、《心型耳環（日语：ハートのイアリング）》、《天國之吻（日语：天国のキッス）》、《沙灘上的陽台（日语：渚のバルコニー）》四曲。
17. ↑  曾以ELEPHANT KASHIMASHI主唱身份在上一届（2017年）红白登场。
18. ↑  先後演唱《飛機雲》、《若被溫柔包圍》兩曲。
19. ↑  曾在第63届（2012年）和第66届（2015年）以特别嘉宾身份参加。本屆為首次在NHK音樂廳內參與紅白演出。
20. ↑  先後演唱《愛的形狀》、《深情包圍（日语：つつみ込むように…）》兩曲。
21. ↑  于德岛县大塚國際美術館（日语：大塚国際美術館）作现场连线演出。
22. ↑  与布袋寅泰（1）共同演出。
23. ↑  先後演唱《你的歌》、《Happiness》兩曲。

## 其他出演者
此處列出節目中主持人、出場歌手以外的演出人員。

### 審查員
共11人（五十音順）：
- 阿部貞夫：演員，明年NHK大河劇《韋駄天～東京奧運故事～》飾演主角・田畑政治（日语：田畑政治）。
- 安藤櫻：演員，本年秋季NHK晨間劇《萬福》飾演主角・福子。
- 池江璃花子：游泳運動員，2018年亞運會上獨得6金，是日本泳壇在一屆大赛中奪金最多的運動員。
- 小平奈緒：速度滑冰運動員，2018年平昌冬奧会速度滑冰女子500米項目獲得金牌並打破奧運紀錄。
- 佐藤健：演員，本年春季NHK晨間劇《一半，藍色。》中飾演萩尾律。
- 出川哲朗：搞笑藝人，明年NHK電視節目《超級實驗綜藝很厲害哦！出川先生》主持人。
- 永野芽郁：演員，本年春季NHK晨間劇《一半，藍色。》飾演主角・鈴愛。
- 中村勘九郎（日语：中村勘九郎 (6代目)）：歌舞伎演員，明年NHK大河劇《韋駄天～東京奧運故事～》飾演主角・金栗四三。
- 夏井一季：俳句詩人、隨筆家，《NHK俳句（日语：NHK俳句）》、《俳句王國向前進（日语：俳句王国がゆく）》節目嘉賓。
- 野村萬齋：狂言師，《日語玩遊戲（日语：にほんごであそぼ）》節目嘉賓。2020年東京奧運、帕運開閉幕式創意導演。
- 長谷部誠：足球運動員，前日本國家足球隊隊長，在2018年俄羅斯世界盃後宣布退出國家隊。

### 其他播出平台主持人
- 电视副声道解说「紅白幕後訪談頻道」（紅白ウラトークチャンネル）：三明治人（搞笑二人組）、渡边直美（搞笑艺人，NHK综艺节目《Shibuya Note》、《NAOMI的房间》主持人）、雨宮萌果（日语：雨宮萌果）（NHK播報員）
- 电台解说：小松宏司（日语：小松宏司）、千葉美乃梨（皆為NHK播報員）
- BS4K、BS8K特别环节[注 2]主持人：齋藤司（日语：斎藤司 (お笑い芸人)）（搞笑二人組TRENDY ANGEL（日语：トレンディエンジェル）成員）、尾形貴弘（日语：尾形貴弘）（搞笑三人組PANTHER（日语：パンサー (お笑い)）成員）、塚原愛（日语：塚原愛）（NHK播報員）

### 企劃、應援、共演嘉賓
- 塚地武雅（搞笑二人組醉龍（日语：ドランクドラゴン）成員）：在與NHK綜合台綜藝節目《LIFE!》的合作企劃中以「烏賊大王」（イカ大王）的角色亮相。
- Fabulous Sisters、BLUE TOKYO：坂本冬美的背景舞者[23]。
- Monomane JAPAN（ものまねJAPAN；模仿日本國家足球隊的表演團體）、突然出現哥（日语：ひょっこりはん）：鄉廣美的表演應援者。
- 室剛：NHK綜合台綜藝節目《LIFE!》出演者。與出場歌手大野智（嵐成員）共同擔任企劃單元「夢之Kids Show～在平成結束之前～」的嚮導人。
- Don Gabacho（日语：ドン・ガバチョ）、Sunday老師、虎鬚、機關槍・丹迪、獅子、博士：NHK木偶劇節目《突然出現的葫蘆島（日语：ひょっこりひょうたん島）》角色。於企劃單元「夢之Kids Show～在平成結束之前～」演出。
- 汪汪、乌糖、小雪（大角雪）：NHK教育台節目《躲猫猫！》出演者。於企劃單元「夢之Kids Show～在平成結束之前～」演出。
- 花田雄一郎（日语：花田ゆういちろう）、小野淳子（日语：小野あつこ）、小林剛久（日语：小林よしひさ）、上原里彩（日语：上原りさ）、GalaPicoPuu（日语：ガラピコぷ〜）（Cholome、Moomoo、GalaPico）：NHK教育台長壽兒童節目《與媽媽同樂（日语：おかあさんといっしょ）》出演者。於企劃單元「夢之Kids Show～在平成結束之前～」演出。
- Foorin：表演NHK2020東京奧運、帕運應援曲《Paprika》。
- 未來永遠郎與染井吉（2020年東京奧運、帕運官方吉祥物）：於Foorin演唱中登場。
- SHOCKERS（早稻田大學男子啦啦隊）：與Hey! Say! JUMP共同演出[23]。
- 畠山愛理（日语：畠山愛理）：NHK綜合台體育新聞節目《Sunday Sports 2020（日语：サンデースポーツ）》報導員，原新體操選手。丘綠的背景舞者[24]。
- 小智子、岡村隆史（搞笑二人組NINETY-NINE成員）：NHK綜合台綜藝節目《被小智子批評！（日语：チコちゃんに叱られる!）》出演者。於企劃單元「小智子×紅白」（チコちゃん×紅白）登場演出。
- Loco Solare（日语：ロコ・ソラーレ）（2018年平昌冬奧女子冰壺競賽銅牌得主）：天童芳美的表演應援者。
- 武田真治（日语：武田真治）、小林航太、村雨辰剛：NHK綜合台迷你節目《大家來肌肉體操（日语：みんなで筋肉体操）》出演者。天童芳美的表演應援者。
- MAGUS（メイガス；幻覺魔術師）：與水森香織合作於演唱中進行幻覺魔術表演。
- 白A（日语：白A）：與Sexy Zone共同演出[23]。
- 高畑充希、藤井隆、宮野真守：NHK綜合台特別節目《與源媽媽同樂（日语：おげんさんといっしょ）》出演者。於企劃單元「源媽媽×紅白」（おげんさん×紅白）登場演出。
- 神奈川縣立厚木高等學校（日语：神奈川県立厚木高等学校）啦啦隊社、神奈川縣立海老名高等學校（日语：神奈川県立海老名高等学校）舞蹈社：與身為學長姊的生物股長以背景舞者共同演出。
- DJ KOO（日语：DJ KOO）（音樂組合TRF成員）：在三山宏演唱歌曲時做為參與者一員挑戰劍玉金氏世界紀錄。
- 香蕉人（搞笑二人組）：在乃木坂46畢業預定成員西野七瀨的雙親採訪企劃、以及電視副聲道解說登場演出。
- DRUM TAO：與冰川清志共同演出[25]。
- 菅原小春：米津玄師的背景舞者[26]。
- 高梨沙羅（2018年平昌冬奧女子個人普通跳台滑雪競賽銅牌得主）、伊藤美誠（桌球選手）、平野美宇（桌球選手）：於特別企劃「支持自己走下去的歌」（自分を支えた歌）以預錄影像登場。

### 演奏嘉賓
- SUGIZO（月之海、X Japan、Violet UK（日语：Violet UK）成員）：於YOSHIKI feat. HYDE的歌曲中負責演奏電吉他。
- 坂本昌之（日语：坂本昌之）：於島津亞矢的歌曲中負責演奏鋼琴。
- 弦一徹（日语：落合徹也）弦樂團：於島津亞矢以及MISIA的歌曲中負責弦樂演奏。
- 笹路正德（日语：笹路正徳）：於椎名林檎與宮本浩次的歌曲中負責演奏鋼琴。
- 朝川朋之（日语：朝川朋之）：於椎名林檎與宮本浩次的歌曲中負責演奏豎琴。
- 鳥越啟介（日语：鳥越啓介）：於椎名林檎與宮本浩次的歌曲中負責演奏低音提琴。
- 松任谷正隆（日语：松任谷正隆）、武部聰志（日语：武部聡志）、林立夫（日语：林立夫）、小原禮（日语：小原礼）、鈴木茂（日语：鈴木茂 (ギタリスト)）、遠山哲朗（日语：遠山哲朗）、今井正樹（日语：今井マサキ）、亞美（日语：亜美）、佐佐木詩織：松任谷由實的背景伴奏者。
- 重實徹（日语：重実徹）、TOMO、JINO、吉田聰、鈴木明男、佐佐木久美（日语：佐々木久美 (ミュージシャン)）、Geila Zilkha、ASA-CNANG：MISIA的背景伴奏者。
- 布袋寅泰：於石川小百合的歌曲中負責演奏電吉他。此次為第二次紅白登場。
- 都倉俊一：擔任節目尾聲《螢之光》大合唱的指揮，為連續第二年擔當此工作。

## 收视率
根据Video Research的统计，本届红白平均收视率较上届有所提高。其中前半部分（19:15-20:55）的平均收视率为37.7%（日本关东地方，下同），为2002年以来最高；后半（21:00-23:45）为41.5%。
瞬时收视率最高为当天23:42录得的45.5%，低于前一年的48.4％。歌手方面，最高为大壓軸南方之星以“特别企划”出场时的45.3%；若只统计正式出场歌手出场时的收视率，则瞬时最高收视率为米津玄师演唱《Lemon》时的44.6%。